# Nationalpark Koli
Der Nationalpark Koli, originalsprachlich Kolin kansallispuisto (finnisch) und Koli nationalpark (schwedisch) ist ein Nationalpark im Gebiet von Koli in Ostfinnland. Er wurde 1991 eingerichtet und besitzt eine Fläche von 30 km², vorwiegend in Lieksa.
Der Nationalpark wird durch das Waldforschungsinstitut Metla administriert.